# Série 60 SNCB
La série 60/61 est une série de locomotives Diesel de ligne légère, dite « de troisième génération » de la SNCB munie d’un moteur Cockerill et d’une transmission électrique. Elles sont apparues en 1962 et ont été radiées au plus tard dans les années 1980.

## Histoire

### Origines
Après avoir essayé la traction diesel sur des autorails et locomotives de manœuvre puis avoir commandé leurs premières locomotives diesel de ligne (locomotives lourdes Série 52, 53, 54 et locomotives moyennes Série 59), les principaux flux de trafic avaient été repris à la vapeur, mais de nombreux panaches s'élevaient encore sur les lignes secondaires. La SNCB mit au point la génération suivante qui devait comporter des locomotives lourdes (Série 51 et Série 55) mais aussi des engins de taille moyenne destinés à remplacer la traction à vapeur sur les lignes secondaires.
La SNCB commanda à l'industrie quatre séries de 6 locomotives prototypes, d'une part en transmission électrique, d'autre part en hydraulique, et dans les deux cas chez les deux principaux constructeurs : Cockerill et la Brugeoise et Nivelles (BN).
- Le type 212 (future série 62/63) construite par BN possédait un moteur General Motors et une transmission électrique
- Le type 213 (future série 65 et plus tard 75) du même constructeur utilisait le même moteur et la même caisse mais avec une transmission hydraulique.
- Les deux autres, construites par Cockerill furent le type 210 (future série 60 et 61) et le type 211 (future série 64), très proche mais avec une transmission hydraulique.

Les Séries 210 et 211 seront mises en service en 1961 et 1962. Comme pour les Série 212 construites par BN, des essais montrèrent que la version à transmission électrique était nettement plus fiable que celle à transmission hydraulique. Il fut donc décidé de poursuivre sa production mais avec plusieurs différences notables : 
- Les six prototypes présentent une carrosserie dérivée des Série 51, mais raccourcie. Elles furent construites avec un moteur Baldwin comme celui des série 59.
- Les 85 suivantes constituent les engins de série et ont un aspect assez différent.

Paradoxalement, mis à part leur transmission, elles reprennent une majorité des caractéristiques de la série 211 : 
- Un moteur Cockerill dérivé du moteur Baldwin
- Une caisse plus arrondie, nez plus courts et aérateurs différents
- Une livrée où la bande jaune médiane s’élargit et s’interrompt à la hauteur des coquilles de phares. Sur les Série 51, cette bande était continue sur les faces avant

La commande portait sur 100 exemplaires, mais en cours de production, la SNCB testa, sur celle qui devait être la 210.067, un système de régulation électronique du moteur et demanda au fournisseur d'en équiper les 14 derniers exemplaires à livrer, formant avec le prototype une série de 15 exemplaires numérotés dans le type 210.200, future série 61.

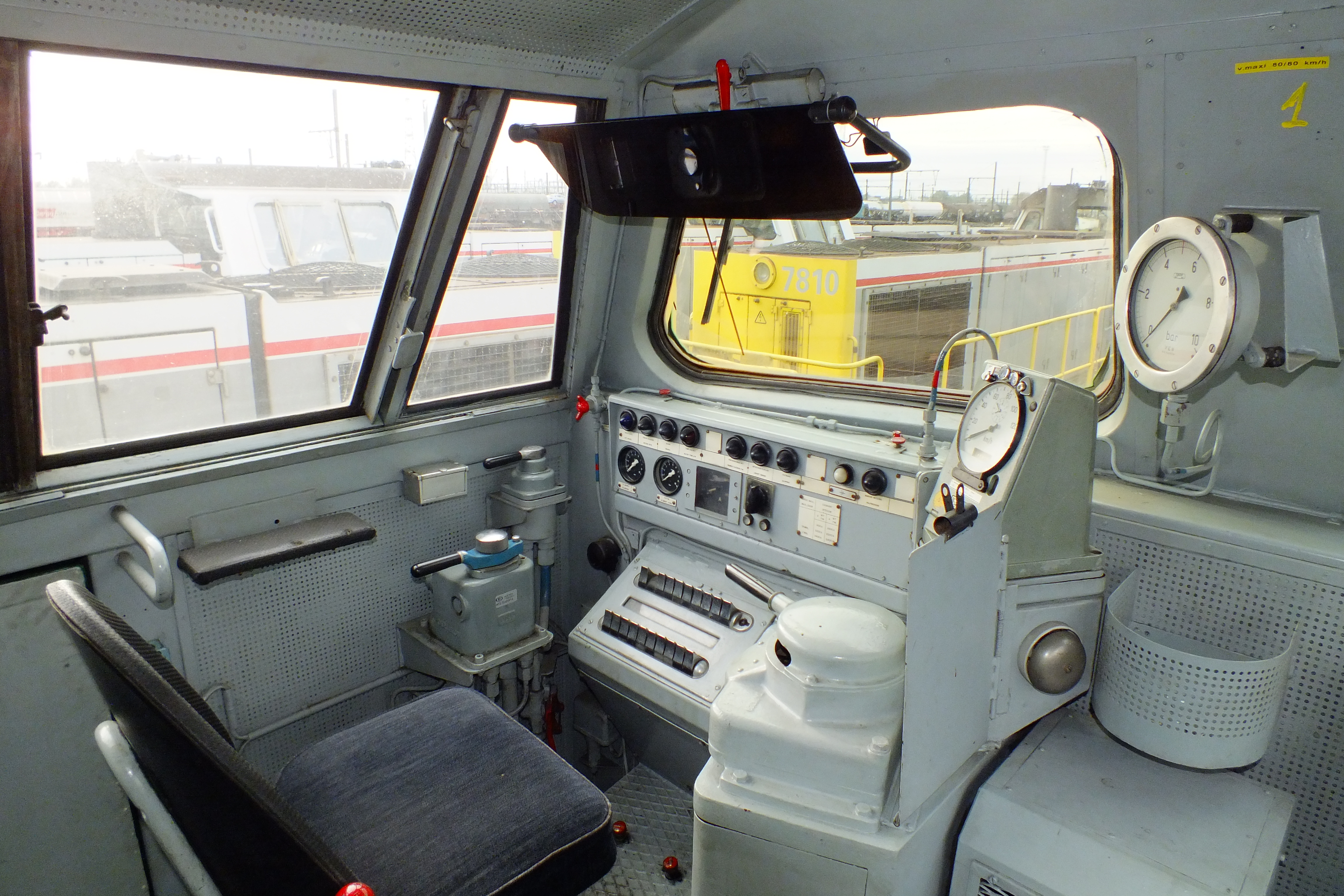
Cabine de conduite de la 6041, préservée par la SNCB.
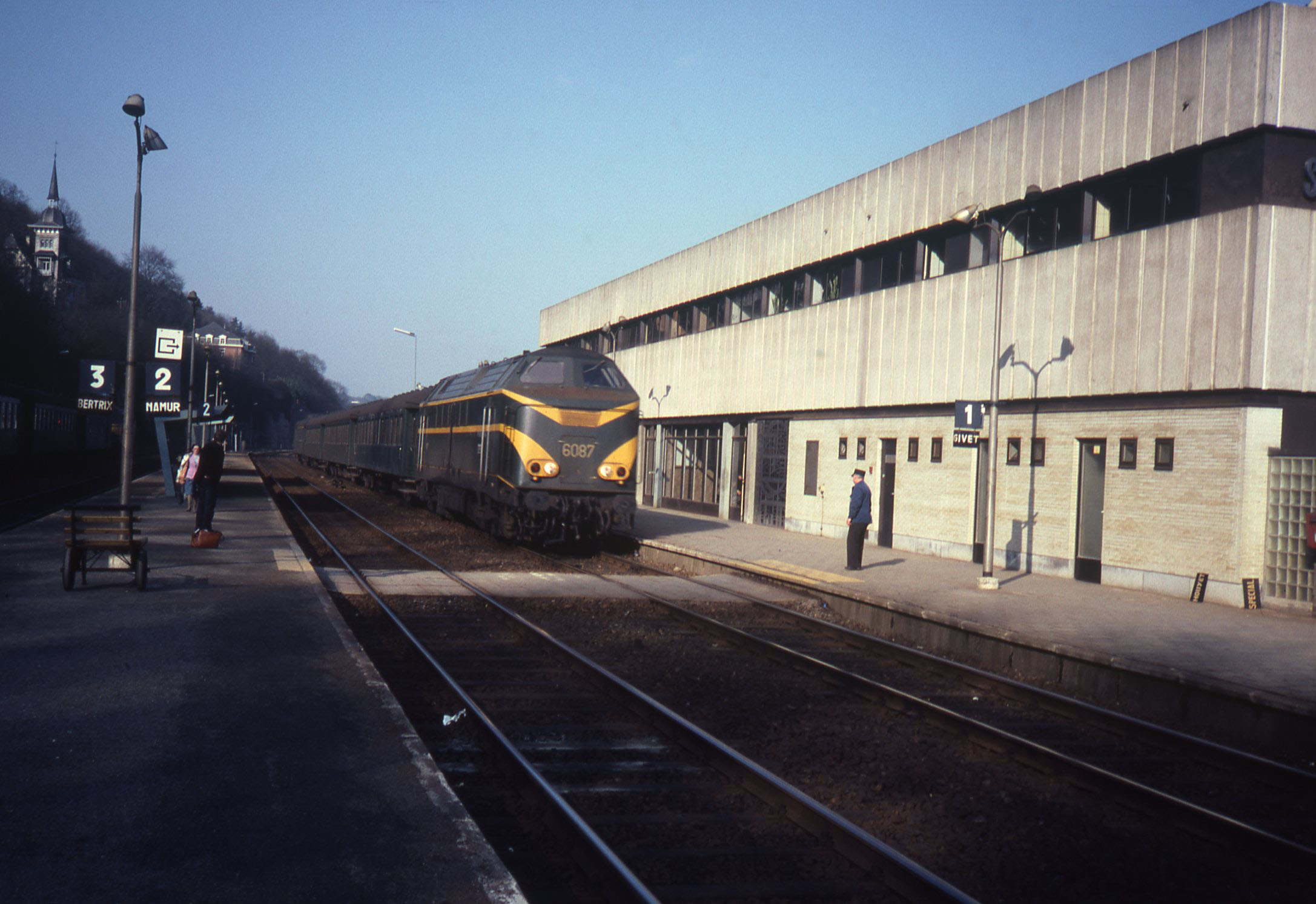
La 6087, qui conserva sa livrée d’origine jusqu’au bout.
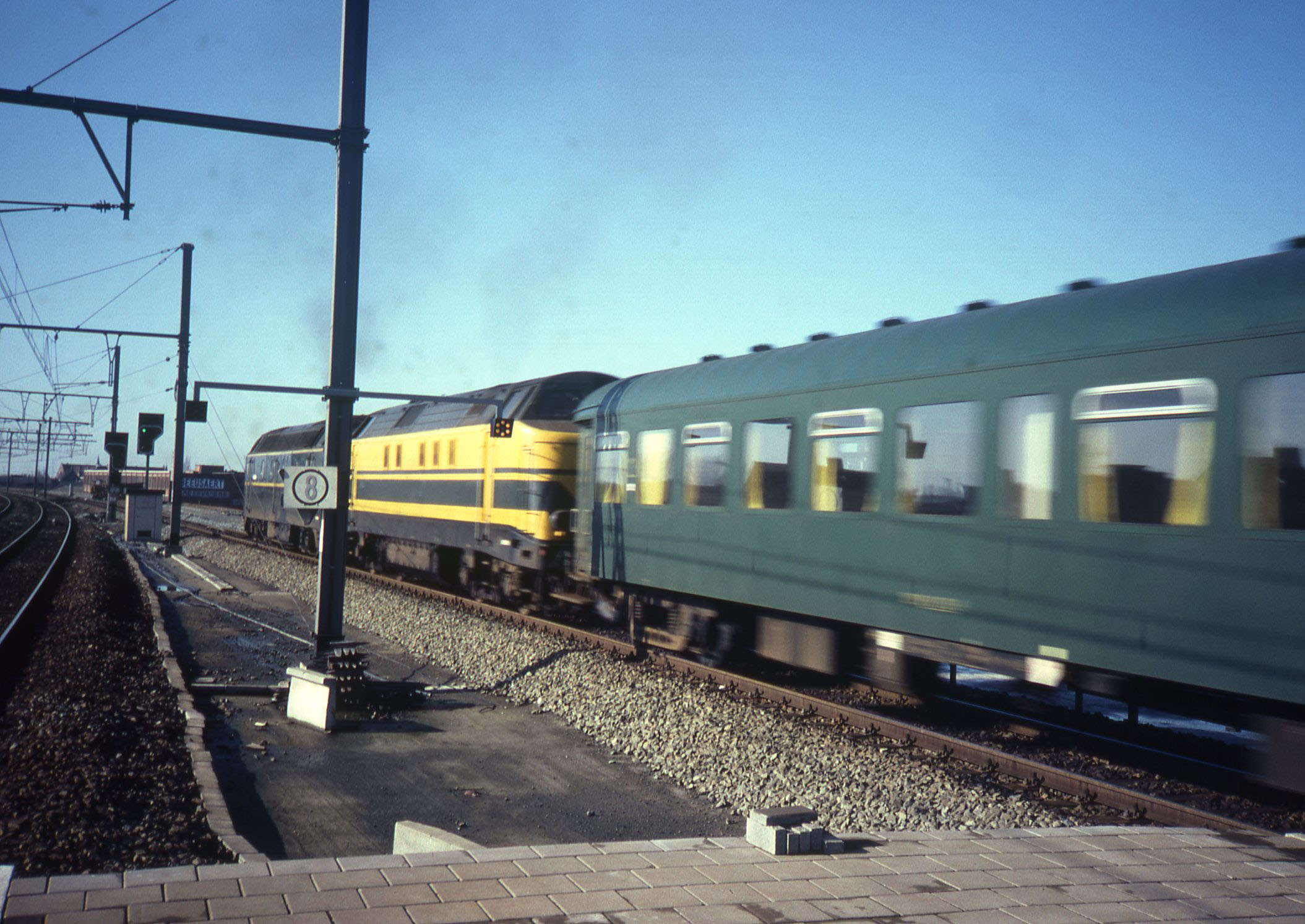
Une Série 60 ou 61 en livrée jaune en double traction avec une locomotive série 62 à Deinze.
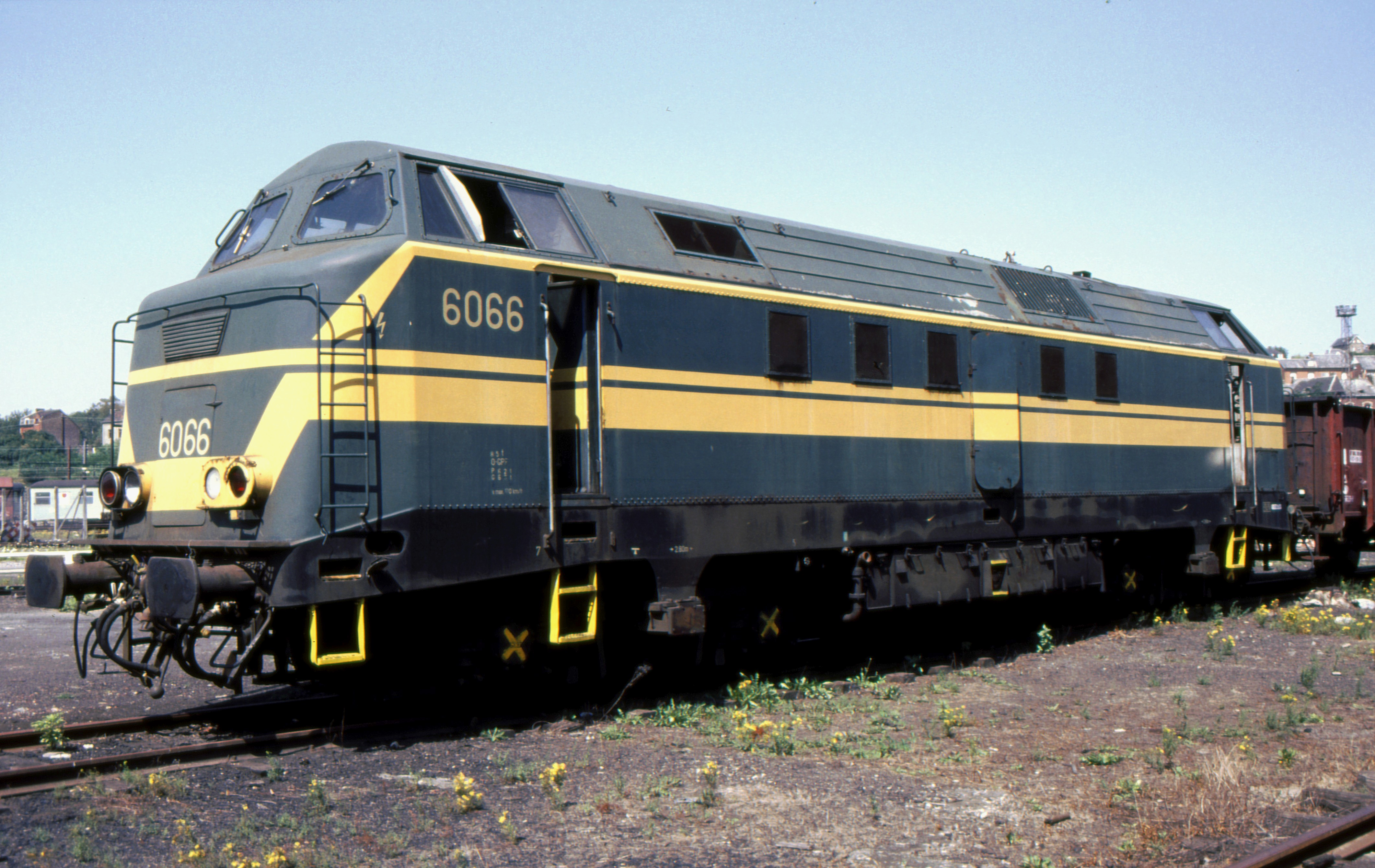
La 6066, toujours en livrée verte, en attente de démolition à Ronet en 1990.

### Transformations
Leur taux de panne des Série 61 s’avéra plus élevé que celui de leurs consœurs à régulation classique, de sorte que l'électronique de pilotage fut désactivée à la fin des années 1970, sans toutefois être renumérotées dans la série 60.
Quant aux six machines prototypes 6001 à 6006, elles seront remotorisées à partir de 1973 avec un moteur identique à celui des locomotives de série. Seule la 6005 n'avait pas encore été remotorisée ; en 1980, elle était garée depuis un certain temps à l'atelier central de Salzinnes, en attente de transformation.

#### La 6005
En 1980, la firme ABC (Anglo Belgian Corporation), qui avait mis au point un nouveau type de moteur diesel pour navires, souhaita essayer un exemplaire de ce moteur sur une locomotive. Elle passa une convention avec la SNCB pour installer et tester durant une période de deux ans un moteur ABC 6 DZC de 1 780 cv ; au terme de ce délai, la SNCB pourrait acheter ce moteur ou devrait le remettre à ABC qui le ré-adapterait pour un navire. La 6005, qui était parquée en attente de transformation, fut choisie pour être équipée. Elle reçut au passage un équipement fabriqué par ACEC la rendant apte à la chauffe des rames voyageurs disposant d'un chauffage électrique. Alors que la 6005 venait d'entrer en atelier pour une révision préalable à sa transformation, la SNCB prit la décision de réformer les locomotives série 60 ; cette décision entraîna le report de la transformation de la 6005 mais pas son annulation.
L'essai fut concluant : la puissance était notablement accrue par rapport aux locomotives de série (28,3% de plus) et la fiabilité était bien meilleure que les moteurs d'origine. Affectée au dépôt de Merelbeke et utilisée principalement en trafic marchandises dans les mêmes roulements que les locomotives série 60 ou 62, elle fut souvent utilisée, aux côtés de la 6215, en tête de trains spéciaux constitués de matériel récent (M4, M5, I10...) car elles étaient les seules locomotives diesel munies du chauffage électrique dans le nord du pays.
Malgré ce succès, qui permit à la 6005 de survivre aux autres locomotives série 60, la SNCB considéra ne pas avoir vraiment besoin de ce type de machine ; la traction diesel étant alors en déclin. En janvier 1989, la firme ABC réclama à la SNCB, en vertu des termes de la convention, le rachat ou la restitution du moteur diesel. Elle fut réformée le 17 janvier 1989 et ABC réinstallera son moteur dans un bateau. Le 6 février de la même année, la 6005, démotorisée, fut acheminée à Ronet avec huit autres locomotives série 60 pour démolition.

### Utilisation
Vu sa puissance réduite, la série sera spécialisée dans la desserte marchandise légère et les trains de voyageurs en rame tractée, là où les autorails ont une capacité insuffisante et où le profil des lignes reste acceptable. Elles furent affectées aux dépôts wallons du sillon Sambre-et-Meuse et dans la province du Limbourg. 
Les 15 exemplaires de la série 61 furent réparties entre les dépôts de Merelbeke (Gand) et de Ronet (Namur).  
Dans les années 1960 et 1970, le rail subit la concurrence de la route. Les trains de marchandises légers sont jugés trop peu flexibles par rapport à la route, et l'électrification progressive du réseau réduit les besoins en traction thermique des convois de voyageurs. Après quinze ans de carrière à peine, le taux de panne des moteurs Cockerill (sous licence Baldwin Locomotive Works) et la faible puissance de ces locomotives désignent la série 60 comme candidate à une retraite anticipée. 
La décision de se débarrasser des locomotives série 60 et 61 fut prise en 1980. Les machines sont mises en parc et proposées à la vente. Quelques-unes d'entre elles continuent à assurer des services spécifiques, comme la desserte de la Flandre zélandaise ou la remorque des trains de travaux.
En 1984, le plan IC-IR leur donne un léger répit mais dès la fin de la même année, Les premières sont à nouveau retirées du service, remplacées par des locomotives de la Série 62. Le dernier dépôt à avoir des machines en service sera Saint-Ghislain, qui les retirera mi 1988. Les deux dernières locomotives de série, les 6016 et 6086, furent réformées le 7 juillet 1988 ; la 6005 fut quant à elle radiée le 17 janvier 1989.

### Matériel préservé et vendu à l’étranger
Vu leur retraite anticipée, ces machines ont donc été mises en vente. Quinze d'entre elles ont été acquises par des sociétés de travaux ferroviaires en Italie.
Dans la région de Chimay, le CFV3V et les pouvoirs locaux créent la TEMCA (Transports de l'Entre Sambre et Meuse, de Chimay et des Ardennes) qui, à l'aide de deux exemplaires de la série 60, les 6086 et 6016, entend assurer une desserte fret locale notamment sur la ligne 156. Ces machines seront transférées aux Carrières de Wallers, qui exploitent un gisement de pierre calcaire de Calestienne à Wallers-en-Fagne. Elles ont été retirées de ce service en 2008 et récupérées par des associations de préservation du patrimoine : le PFT et le CFV3V.
La SNCB a sauvegardé la 6041 qui a été remise en état en 2009 et roule en livrée verte "1970". Le PFT a possédé cinq locomotives de cette série
- L’association a d’abord conservé la 6077 (rénovée en livrée verte d'origine et qui assure bon nombre des trains de l'association,
- Ils ont ensuite récupéré la 6106 (rachetée au BVS, le chemin de fer touristique de la ligne Boom - Puurs), et peinte en livrée jaune.
- La 6010 sert quant à elle de banque d'organes et la 6052, rachetée pour la même raison en 1996, a été démolie après prélèvement de toutes les pièces utiles.
- Le PFT a également acquis la 6003 (une des six machines prototypes) en 1996 grâce à l'appui financier la firme Cockerill-Sambre[4]. Malheureusement dé-motorisée au moment de son acquisition, cette motrice unique a été démolie par la SNCB suite un problème de communication (le PFT ayant été prévenu très tardivement).
- Le CFV3V a acquis la 6086 après la fin de son service aux carrières de Wallers et l’a repeinte en livrée jaune.
- Enfin la 6019 qui avait eu une seconde carrière avec la 6086 (TEMCA puis carrières de Wallers) est partie en Italie chez Francesco Ventura Costruzioni Ferroviarie.
- Cette société réutilise également quelques autres engins, dont les 6047, 6048.
- Un autre opérateur de travaux ferrés italiens, Costruzioni Ferroviarie, a acquis les 6034 et 6042[5].

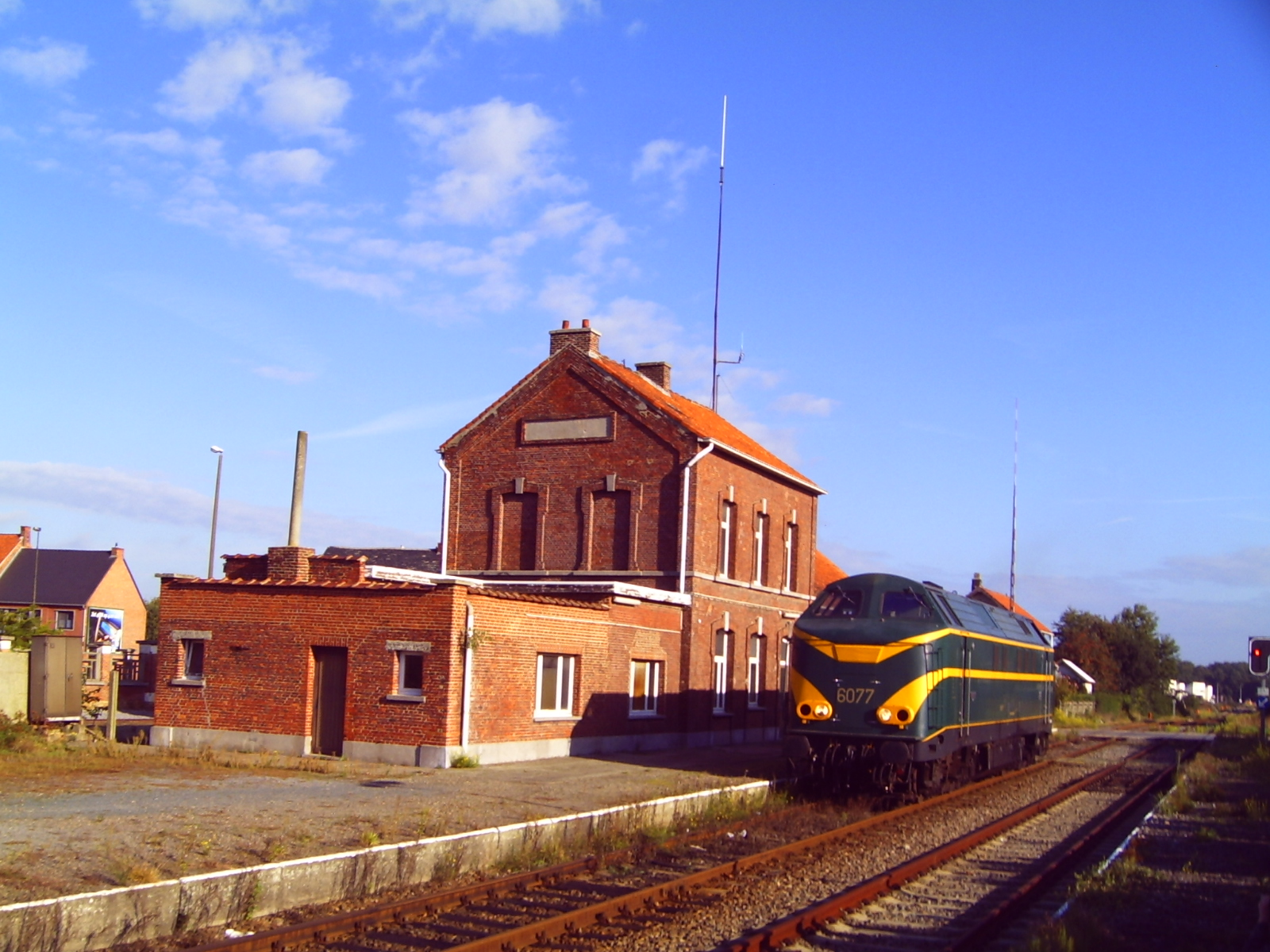
La 6077, préservée par le PFT, à Tessenderlo.
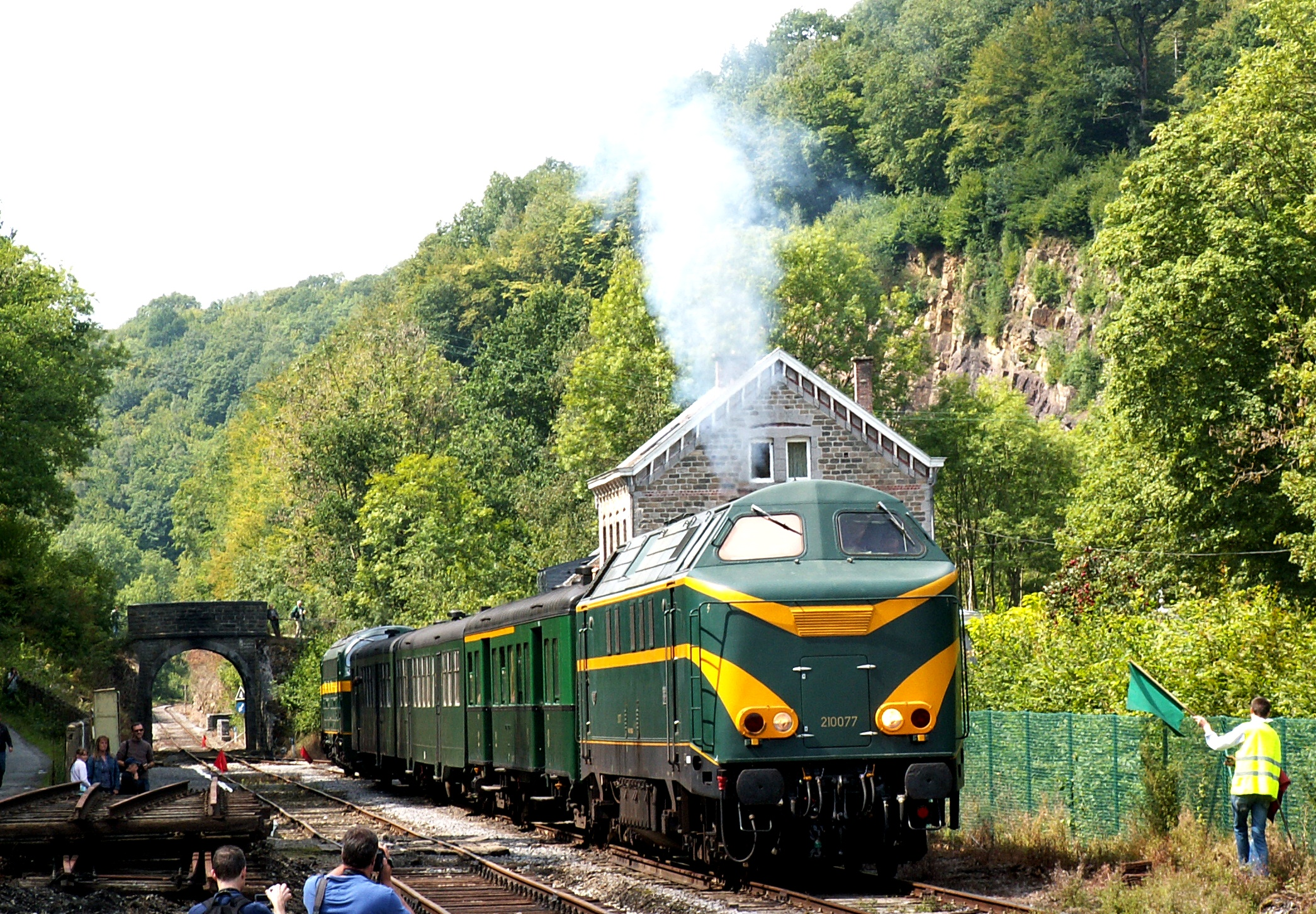
La 6077 du PFT (qui porte son ancien numéro à 6 chiffres sur cette face) quitte la gare de Dorinne-Durnal.
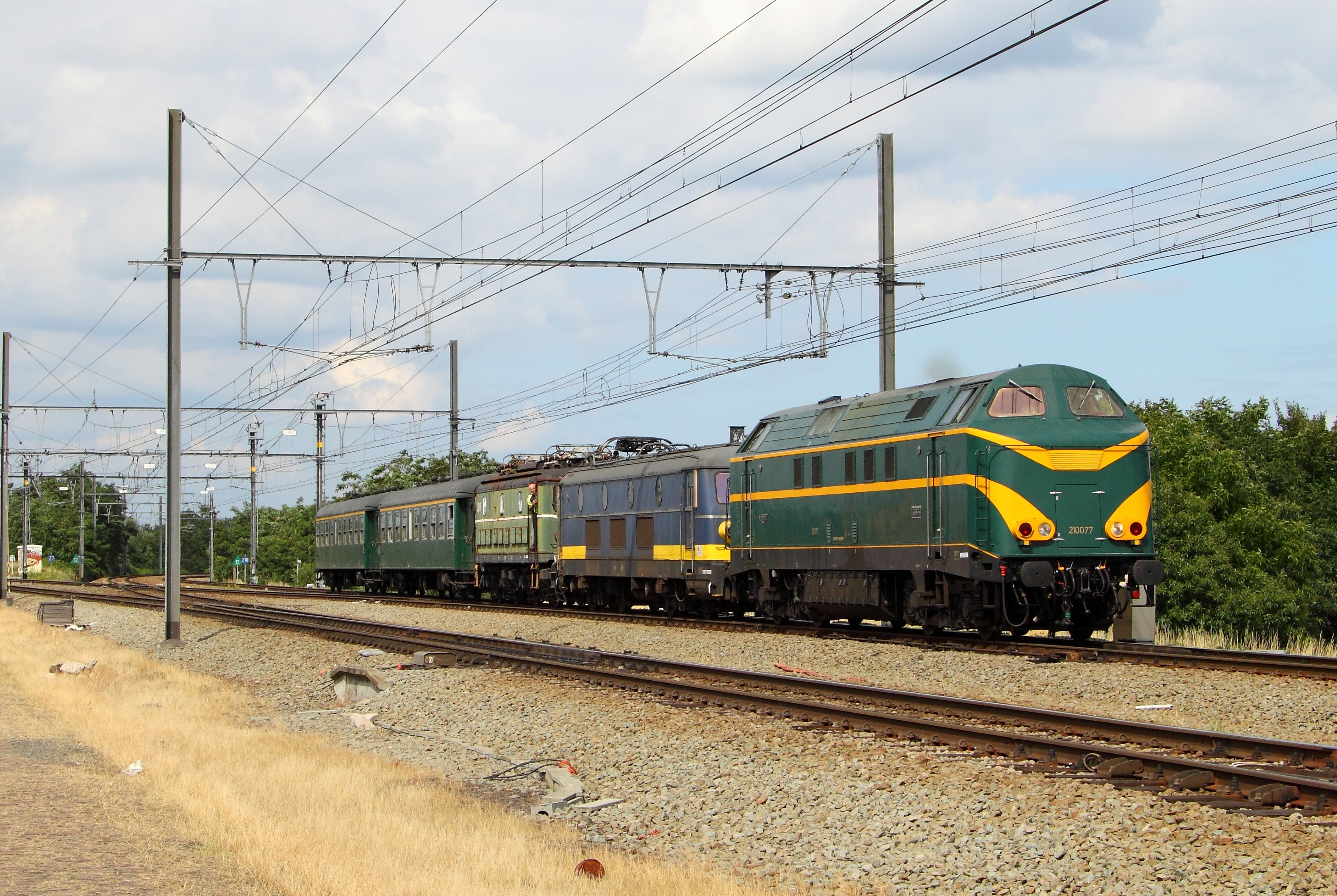
La 6077 en 2011.